# Pfostenbach
Der Pfostenbach ist ein 1,9 km langer rechter Zufluss des Nesselbaches im Stadtgebiet von Aalen im Ostalbkreis im östlichen Baden-Württemberg.

## Geographie

### Verlauf
Der Pfostenbach entsteht zwischen der Waldinsel um den Dreherhof und den Schwalbenhof unbeständig in einer Wiese. Der Bach läuft durchweg ostnordöstlich, passiert dabei den Schwalbenhof in wenig nördlichem Abstand und nimmt südlich der Hüttenhöfe aus dem Westen einen zweiten Quellast fast gleicher Länge auf, danach östlich dieses Weilers seinen längsten, etwa ostsüdöstlich zulaufenden Zufluss, der im Scheurenfeld südlich der Waldinsel Kirchholz entsteht. Weniger als zweihundert Meter abwärts läuft, diesmals von rechts und Südwesten kommend, sein letzter Nebengraben, der nicht wie alle anderen Äste nur anfangs, sondern durchweg nur unbeständig Wasser führt. Zuletzt unterquert der Pfostenbach die Neßlauer Straße (K 3326) und mündet jenseits gegenüber dem Aalener Wohnplatz Hammerstadt in den oberen Nesselbach.
Bis zur Aufnahme des letztgenannten Zuflusses sind der Pfostenbach wie auch seine Zuläufe sehr gerade und fast gehölzfreie Wiesengräben. Danach nimmt der Unterlauf einen naturnahen Verlauf mit Erlen- und Weidenbewuchs.

### Flusssystem Aal
- Fließgewässer im Flusssystem Aal

## Geschichte
Quellen des Pfostenbaches liegen zu beiden Seiten der Trasse des hier von Südwest nach Nordost laufenden Obergermanisch-Raetischen Limes.